# Edad de oro de las historietas

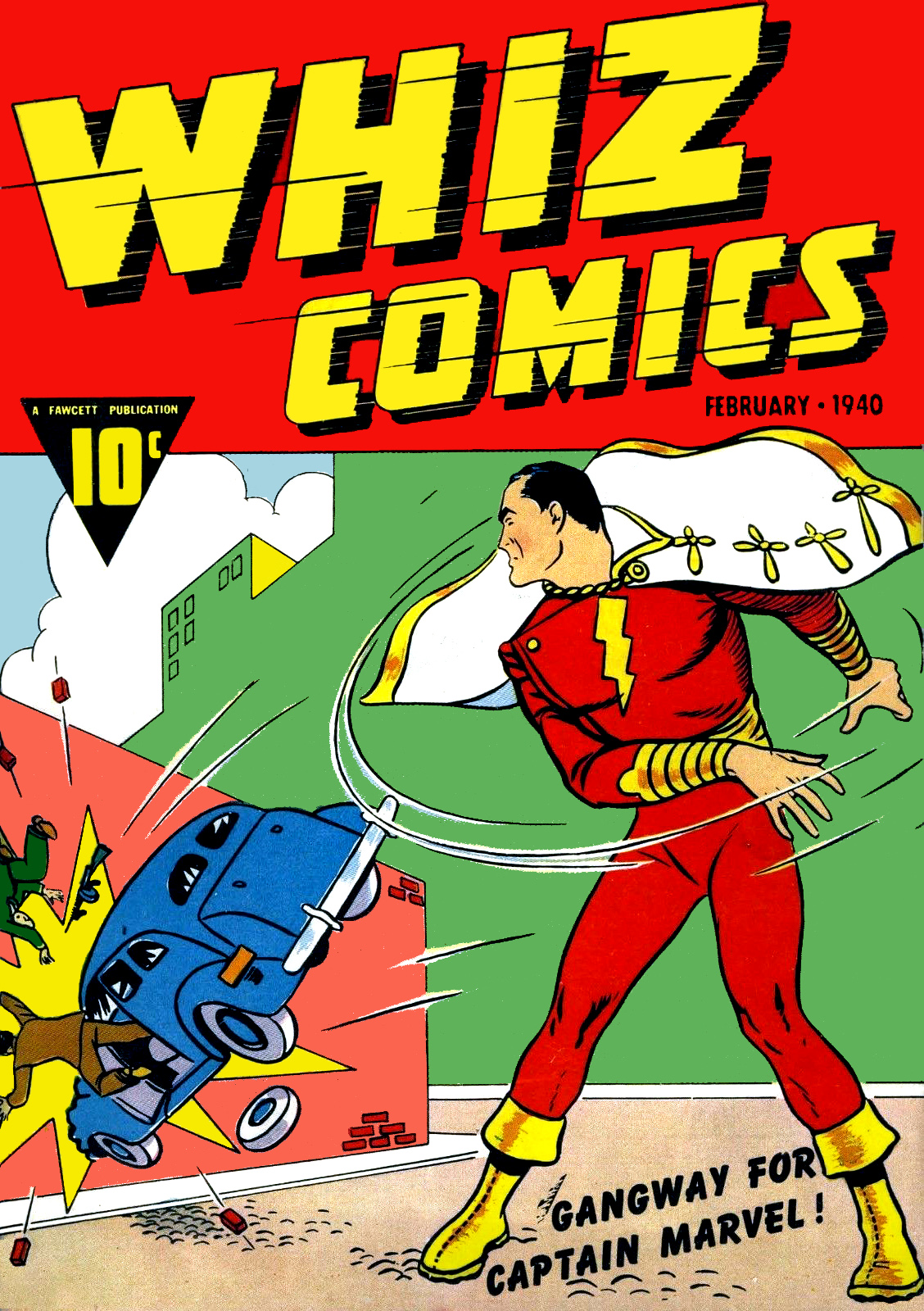
El Capitán Marvel (Shazam) formó parte de la edad dorada de los cómics.

La edad de oro de las historietas (golden age of comic books en inglés) fue el mayor período en la historia de los cómics estadounidenses, desde 1938 hasta 1956. Durante esta época, se publicaron por primera vez los comic books modernos y ganaron rápidamente una enorme popularidad. También se creó el arquetipo del superhéroe, y se crearon muchos personajes famosos, empezando con uno de los primeros superhéroes en la historia, Superman, cuyo éxito provocó que se crearan más superhéroes, como es el caso de: el Capitán Marvel, Batman y Robin, Plastic Man, el Capitán América, Wonder Woman, Aquaman, Dr. Fate, el Hombre Halcón, Flecha Verde o las primeras adaptaciones de superhéroes popularizados y reeditados en la edad de plata de las historietas, como Flash, Átomo, Linterna Verde, el Ángel, la Antorcha Humana o el Daredevil de Lev Gleason Publications.
La publicación de historietas pasó a ser una gran industria. Durante este período también se vio la aparición de los cómics clásicos como una forma de arte convencional y la definición de un vocabulario artístico del medio y convenios creativos para su primera generación de escritores, artistas y editores.

## Origen del término
El registro más antiguo del uso del término "Edad de oro" corresponde a un artículo de Richard A. Lupoff, titulado "Re-Birth" (Re-nacimiento), publicado en el primer número del fanzine Comic Art, en abril de 1960.

## Historia
Un evento que muchos autores citan como la marca del comienzo de la Edad de Oro fue el debut en 1938 de Superman en Action Comics #1, publicado por Detective Comics (predecesora de DC Comics). La popularidad de Superman ayudó a que los comic books se convirtieran en una gran rama en el área de publicaciones, lo que llevó a que compañías rivales crearan superhéroes propios para emular el éxito de Superman.

### Segunda Guerra Mundial
Entre 1938 y 1941, Detective Comics y su compañía hermana, All-American Publications, introdujeron superhéroes populares como Batman y Robin, Wonder Woman, Flash, Linterna Verde, Átomo, Hawkman, Flecha Verde y Aquaman. Timely Comics, el predecesor de Marvel Comics en los años 40, tenía millones de títulos vendidos con la Antorcha Humana y el Capitán América. Aunque los personajes de DC y Timely son bien recordados hoy, las cifras de circulación sugieren que el título de superhéroe más vendido de la época fue el Capitán Marvel de Fawcett Comics con ventas de alrededor de 1,4 millones de copias por ejemplar. También era extremadamente popular Plastic Man, publicado por Quality Comics junto a The Spirit. El comic fue publicado quincenalmente en un momento para capitalizar su popularidad.
Los héroes patrióticos vestidos de rojo, blanco y azul (los colores de la bandera de los EE. UU.) fueron particularmente populares durante el tiempo de la Segunda Guerra Mundial después del debut de The Shield en 1940. Muchos héroes de esta época lucharon contra las potencias del Eje, con carátulas como las de Captain America Comics #1 (fecha de carátula de marzo de 1941) que mostraban al personaje principal golpeando al líder Nazi Adolf Hitler. (Un fenómeno similar ocurriría después de la era dorada, durante la Guerra Fría, donde los superhéroes eran mostrados luchando contra los países de régimen comunista como la URSS.)
A medida que los cómics crecieron en popularidad, los editores comenzaron a lanzar títulos que se expandieron a una variedad de géneros. Personajes no superhéroes de Dell Comics (especialmente los cómics bajo licencia de personajes animados de Walt Disney) superaron en ventas a los cómics de superhéroes del momento. El editorial incluía películas y personajes literarios bajo licencia, como Mickey Mouse, Donald Duck, Roy Rogers o Tarzán. Fue durante esta época cuando el famoso escritor y artista de historietas del Pato Donald, Carl Barks, saltó a la fama. Además, la creación por parte del editorial MLJ de Archie Andrews en Pep Comics #22 (diciembre de 1941) dio origen a los cómics de humor adolescente, destacando el personaje de Archie Andrews que se ha seguido imprimiendo hasta bien entrado el siglo XXI.

### Después de la guerra
Debido a la Segunda Guerra Mundial y el lanzamiento de la primera bomba atómica, comenzaron a cambiar muchas cosas en los cómics. Un ejemplo contundente es el cómic book educativo Dagwood Splits the Atom (Dagwood separa el átomo), que usaba a los personajes de la tira cómica Blondie. El origen de los superhéroes empezaba a ser por errores atómicos, como en el caso de Átomo, el cual apareció en la película Atom-Man vs Superman. Además, comenzaron a surgir parodias de superhéroes, siendo uno de los ejemplos más conocidos El Super Ratón. Según el historiador Michael A. Amundson, los atractivos personajes de los cómics ayudaron a aliviar el miedo de los jóvenes lectores a la guerra nuclear y a neutralizar la ansiedad generada por los interrogantes que planteaba el uso de energía atómica. Fue durante este periodo que debutaron cómics de humor de larga duración, como Mad (de EC Comics), y Uncle Scrooge, de Carl Barks, en Four Color Comics, de Dell (ambos en 1952).
En 1953, la industria del cómic sufrió un revés cuando se creó el Subcomité de Delincuencia Juvenil del Senado de los Estados Unidos para investigar el problema de la delincuencia juvenil. Tras la publicación al año siguiente del libro La seducción de los inocentes, de Fredric Wertham, que afirmaba que los cómics provocaban conductas ilegales entre los menores, editores de cómics como William Gaines, de EC Comics, fueron citados a declarar en audiencias públicas. Como resultado, la Asociación de Editores de Revistas de Cómics creó la Autoridad del Código de los Cómics (Comics Code Authority) para promulgar la autocensura de parte los editores de cómics. En esta época, EC canceló sus títulos de crimen y terror y se centró principalmente en la revista Mad.

### El declive en la popularidad de los superhéroes
A finales de la década de 1940, la popularidad de los cómics de superhéroes disminuyó. Para mantener el interés de los lectores, las editoriales de cómics se diversificaron hacia otros géneros, como la guerra, el wéstern, la ciencia ficción, el romance, el crimen y el terror. Muchos títulos de superhéroes fueron cancelados o reconvertidos a otros géneros.
En 1946, Superboy, Aquaman y Flecha Verde de DC Comics pasaron de la revista More Fun Comics a Adventure Comics para que More Fun pudiera centrarse en el humor. En 1948, All-American Comics, con Linterna Verde, Johnny Thunder y Dr. Medianoche, fue sustituida por All-American Western. Al año siguiente, Flash Comics y Linterna Verde fueron canceladas. En 1951, All Star Comics, que se centraba en la Sociedad de la Justicia de América, se convirtió en All-Star Western. Al año siguiente, Star Spangled Comics, centrada para entonces en Robin, pasó a llamarse Star Spangled War Stories. Sensation Comics, centrada en la Mujer Maravilla, fue cancelada en 1953. Los únicos cómics de superhéroes que se publicaron de forma continua durante toda la década de 1950 fueron Action Comics, Adventure Comics, Batman, Detective Comics, Superboy, Superman, Mujer Maravilla y World's Finest Comics.
El Hombre Plástico apareció en Police Comics de Quality Comics hasta 1950, cuando ésta se centró en historias de detectives; su título en solitario continuó con periodicidad bimensual hasta el número 52, con fecha de portada de febrero de 1955. La Antorcha Humana de Timely Comics fue cancelada en el número 35 (marzo de 1949) y Marvel Mystery Comics, centrada en la Antorcha Humana, se convirtió en el cómic de terror Marvel Tales en el número 93 (agosto de 1949). Sub-Mariner Comics fue cancelada con el número 42 (junio de 1949) y Captain America Comics, para entonces llamada Captain America's Weird Tales, con el número 75 (febrero de 1950). Black Cat, de Harvey Comics, se canceló en 1951 y se reinició como cómic de terror ese mismo año; el título cambiaría a Black Cat Mystery, Black Cat Mystic y, finalmente, Black Cat Western en los dos últimos números, que incluían historias de Black Cat. Daredevil, de Lev Gleason Publications, fue desplazado de su título por los Little Wise Guys en 1950. Whiz Comics, Master Comics y Captain Marvel Adventures de Fawcett Comics fueron cancelados en 1953, y The Marvel Family fue cancelada al año siguiente.
Generalmente se reconoce que la Edad de Plata de los Cómics tuvo su comienzo con el debut del primer nuevo superhéroe exitoso desde la Edad de Oro, el nuevo Flash de DC Comics, en el número 4 de Showcase (octubre de 1956).